# 安大略416號省道
安大略416號省道（英語：Ontario Highway 416），正式名稱為國王416號公路（King's Highway 416），又稱退伍軍人紀念公路（Veterans Memorial Highway），是加拿大安大略省一條南北向400系列高速公路，南端在約翰斯頓（Johnstown）附近與401號公路交匯，北端則在渥太華與417號公路（橫加公路）交匯。此公路全長76.4（47.5英里），為連接紐約州和安大略省東部的主要貿易走廊，並聯同401號公路構成渥太華和多倫多之間最快捷的陸路通道。

## 走線

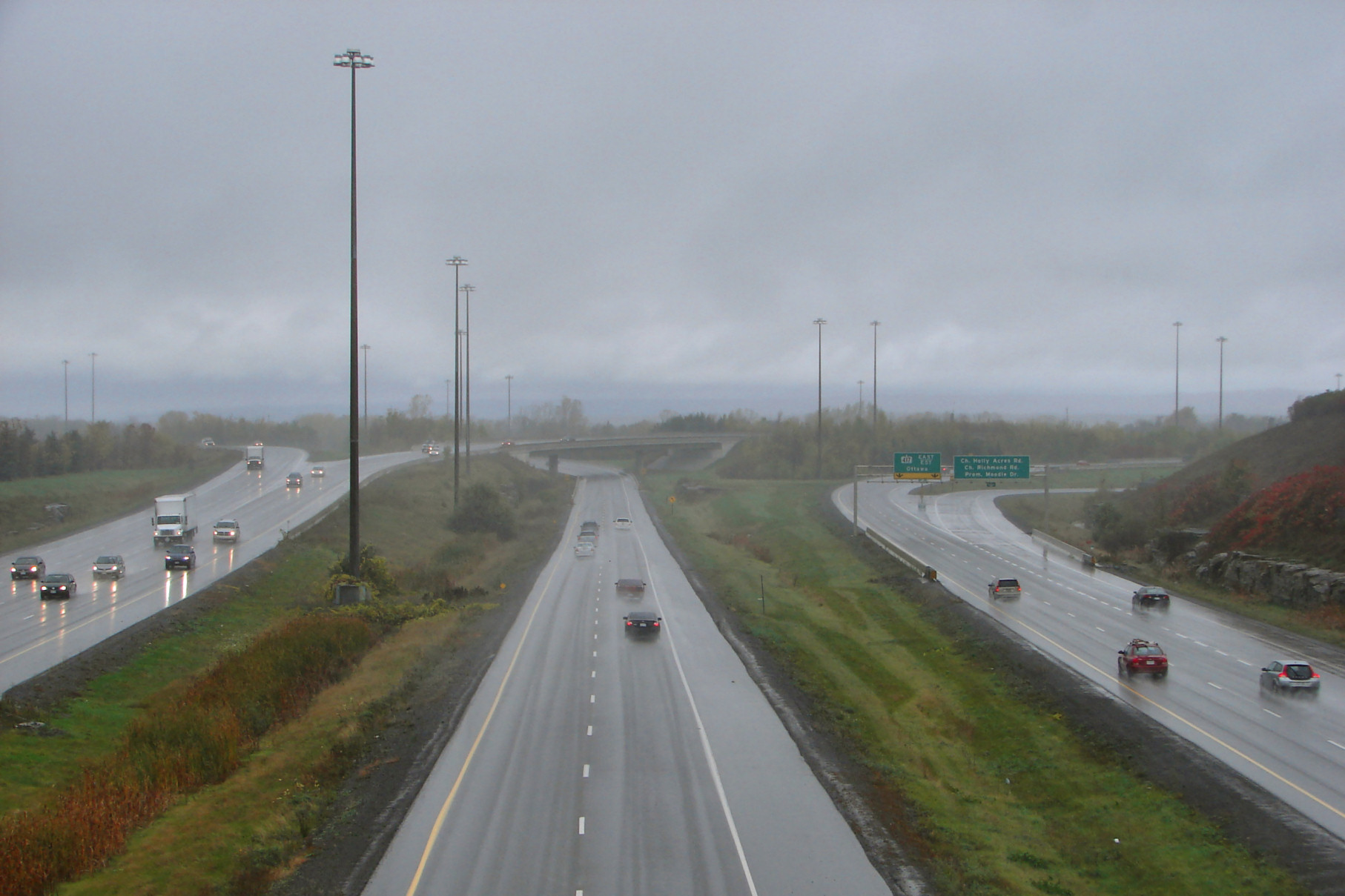
416號公路北端與417號公路的交匯處

416號公路南端位於利茲和格倫維爾聯合縣約翰斯頓（Johnstown）的外圍，並與401號公路交匯。此交匯處只設有交流道從401號公路東行線通往416號公路北行線，以及從416號公路南行線通往401號公路東西行線。416號公路在此以北的下一個交匯處則與16號公路交匯，416號和401號公路上的車流可取道此交匯處往返該兩公路的來回方向，或登上跨越聖羅倫斯河的橋樑前往美國紐約州奧格登斯堡（Ogdensburg）。
在此以北的一段416號公路設有68（223英尺）濶並留有樹蔭的中央分隔帶。隨著公路在史賓沙圍（Spencerville）以東南從底部穿越利茲和格倫維爾44號縣道（即前16號省道），公路沿途的景觀亦從森林轉為農地。公路從東方繞過史賓沙圍，欲來往該鎮的車流可取道與21號縣道的交匯處。公路在此以北再度從底部穿越44號縣道，兩者其後往北平行，到肯普特維爾（Kemptville）以南兩者再度交匯，416號公路在此往東北伸延並繞過肯普特維爾，並與43號縣道（前43號省道）交匯。公路之後往西北拐，與麗都河路（Rideau River Road）交匯後跨越麗都河，並進入渥太華市範圍。
公路繼續往西北伸延，並從西方繞過曼諾提克區（Manotick）。公路從此處起主要取道斯打圍道（Cedarview Road）的舊有走線往西北伸延，但在佐克河（Jock River）一帶則稍往西移以避開巴希雲社區（Barrhaven）。公路與西狩獵會道（West Hunt Club Road）交匯後進入渥太華市區，與基線道（Baseline Road）和列治文道（Richmond Road）交匯後抵達其北端終點，並與417號公路（橫加公路）交匯，向東通往渥太華市中心，向西則通往坎納塔。

## 歷史

### 新16號公路
安省公路部於1966年發表《安大略東部公路規劃研究報告》（Eastern Ontario Highway Planning Study），當中包括興建一條與其他道路立交的公路連接渥太華和401號公路。當局在公路走線方面可選擇取道15號省道或16號省道兩條走廊；由於後者沿線地勢較前者平坦，當局遂選擇16號省道走廊為新公路的走線。隨著16號省道沿線車流不斷增加，當局從1967年末起在401號公路至世紀道（Century Road）之間購地，以便日後興建一條與16號省道平行的來回兩線行車新道路，繞過16號省道沿線社區，並準備於日後車流上升至一定程度時將道路升格為高速公路。
該條兩線行車公路項目稱為“新16號公路”（Highway 16 New），於1969年至1983年間興建。繞過史賓沙圍的路段率先於1971年開通，而介乎401號公路至渥太華-卡爾頓區（即現渥太華市）刁窩夫道（Dilworth Road）的路段則於1973年末完成。項目於往後近十年沒有進展，到1982年夏季運輸廳才批出刁窩夫道至羅渣·史提芬斯徑（Roger Stevens Drive）之間路段的工程合約。該路段完成後，運輸廳再批出羅渣·史提芬斯徑至世紀道之間路段的工程合約。新16號公路項目於1983年完成；道路在世紀道以北匯入16號公路的固有走線，沿威爾斯親王徑（Prince of Wales Drive）進入渥太華市區。
新16號公路升格為416號公路的工程於1989年至1999年間進行，分為兩個項目：416號公路南段項目包括將新16號公路擴濶至來回四線行車，並加設401號公路交匯處；北段項目則包括在新16號公路和417號公路之間新建一條21（13英里）長的高速公路。

### 更改計劃

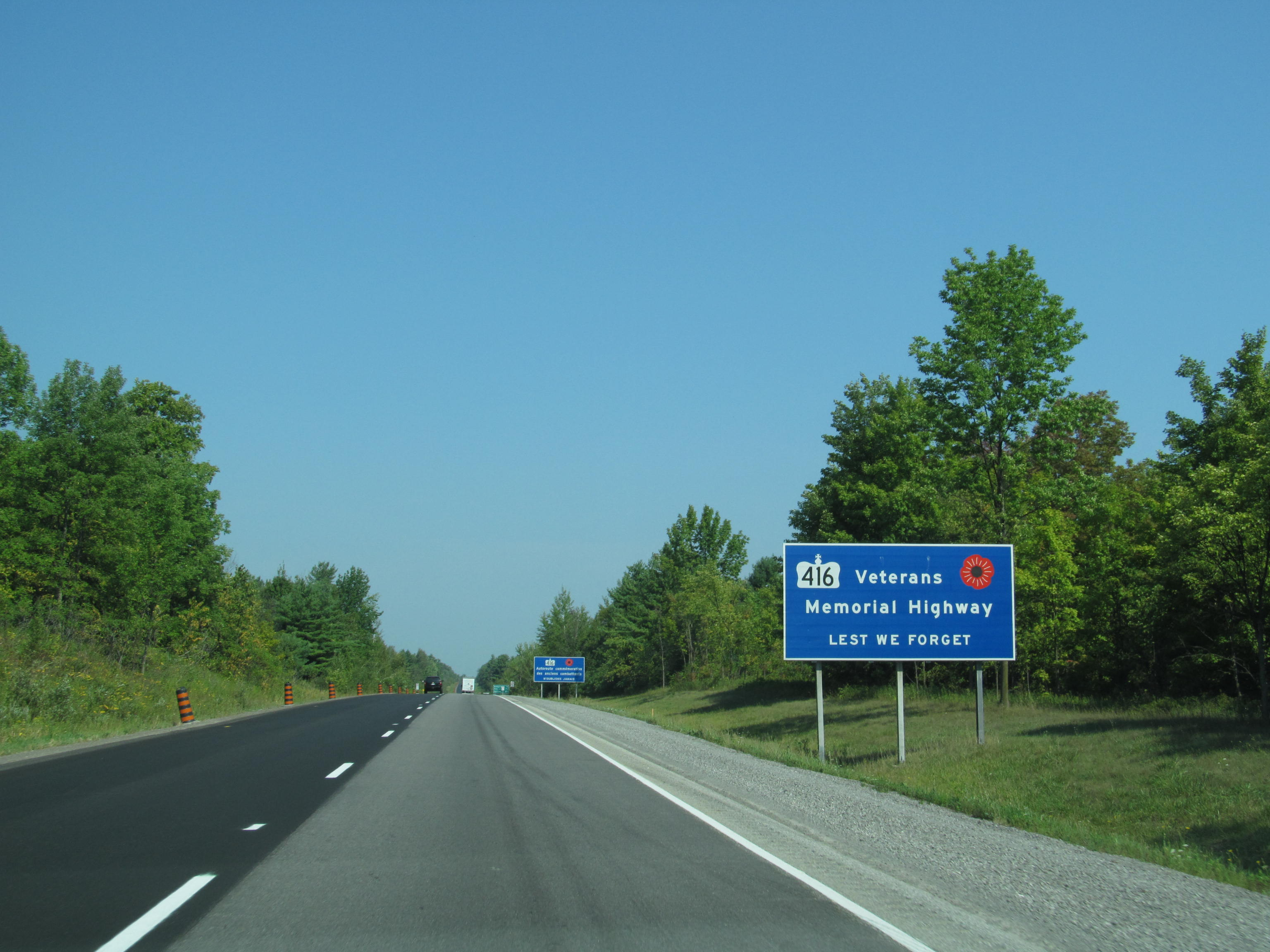
416號公路沿線設有告示牌標示其別名“退伍軍人紀念公路”；此圖前方為英語告示牌，後方則為法語告示牌

當局於1960年代末規劃416號公路走線時，本來計劃採用瑪莉圍道（Merivale Road）走廊將公路伸延至渥太華市區。然而，瑪莉圍道沿線民居日增，促使渥太華-卡爾頓區政府於1977年向省運輸廳請求更改公路走線，並獲運輸廳接納。運輸廳於1981年就416號公路北段項目展開環境評估程序，建議改用斯打圍道走廊作公路走線，並於公路北端興建一座三層立體交匯處與417號公路交接。環評報告於1987年中獲接納，而417號公路交匯處工程合約則於1989年末批出，並於1990年動工。當局再於1991年批出公路沿線數座行車天橋的合約，並於1993年落成。
隨著安省經濟於往後年間步入衰退，416號公路項目亦告暫停。407號公路於同期外判予私人公司以收費公路形式興建和營運，而省議會内亦出現以相同方式進行416號公路項目的呼聲，但最終不了了之。然而，公路項目停工期間，運輸廳工程師利用此空檔重新審視公路沿線的橋樑設計並將之優化，為項目節省逾700萬元。

### 完工
416號公路北段項目其後復工，介乎世紀道和西狩獵會道的路段於1996年7月16日開通，而西狩獵會道至417號公路一段則於1997年7月31日通車；北段項目造價為1億9600萬元。另一方面，聯邦和省政府則於1995年12月8日宣佈融資方案，讓416號公路南段項目可於2000年前完工。此路段全長57（35英里），分為五份工程合約。首期介乎世紀道和羅渣·史提芬斯徑路段的工程合約於1996年6月10日批出，1997年6月12日開通。介乎羅渣·史提芬斯徑和43號縣道的路段於1998年6月26日通車，而介乎43號縣道和牛津站道（Oxford Station Road）的路段則於同年8月24日開通。
1998年6月6日（即盟軍登陸諾曼第54周年），時任安省運輸廳長甘禮明（Tony Clement）正式宣佈整段416號公路取名為“退伍軍人紀念公路”，並於渥太華為兩個“退伍軍人紀念公路”指示牌揭幕；當局於往後年間在公路沿線增設六個類似的指示牌。最後一段416號公路則於1999年9月23日正式通車。

## 出口列表
下列為416號公路沿線的出入口，排序從南至北。
| 地方行政區           | 城鎮              | 公里 | 出口編號 | 目的地                                                                   | 附註                                                                   |
| -------------------- | ----------------- | ---- | -------- | ------------------------------------------------------------------------ | ---------------------------------------------------------------------- |
| 利茲和格倫維爾聯合縣 | 約翰斯頓          | 0.0  | –        | 401號省道 - 京士頓、多倫多                                               | 416號公路南行不能通往401號公路東行；401號公路西行不能通往416號公路北行 |
| 利茲和格倫維爾聯合縣 | 愛德華斯堡/卡甸奴 | 3.1  | 1        | 401號省道 （經16號省道）- 康和、蒙特婁 · 16號省道 - 美加邊境             |                                                                        |
| 利茲和格倫維爾聯合縣 | 愛德華斯堡/卡甸奴 | 13.4 | 12       | 利茲和格倫維爾21號縣道 - 史賓沙圍                                        |                                                                        |
| 利茲和格倫維爾聯合縣 | 北格倫維爾        | 25.8 | 24       | 利茲和格倫維爾20號縣道（牛津站道 / ）                                    |                                                                        |
| 利茲和格倫維爾聯合縣 | 北格倫維爾        | 30.0 | 28       | 利茲和格倫維爾44號縣道                                                   |                                                                        |
| 利茲和格倫維爾聯合縣 | 北格倫維爾        | 35.6 | 34       | 利茲和格倫維爾43號縣道                                                   |                                                                        |
| 利茲和格倫維爾聯合縣 | 北格倫維爾        | 41.6 | 40       | 利茲和格倫維爾19號縣道（麗都河道 / ）                                    |                                                                        |
| 渥太華               | 渥太華            | 43.8 | 42       | 渥太華13號區道（刁窩夫道 / ）                                            |                                                                        |
| 渥太華               | 渥太華            | 50.3 | 49       | 渥太華6號區道（羅渣·史提芬斯徑 / ）                                      |                                                                        |
| 渥太華               | 渥太華            | 58.8 | 57       | 渥太華8號區道（班克菲爾德道 / 、布羅菲道 / ）                            |                                                                        |
| 渥太華               | 渥太華            | 67.4 | 66       | 渥太華12號區道（法洛菲爾德道 / ）                                        |                                                                        |
| 渥太華               | 渥太華            | 72.8 | 72       | 渥太華32號區道（西狩獵會道 / ）                                          |                                                                        |
| 渥太華               | 渥太華            | 75.5 | 75C      | 渥太華16號區道（冬青英畝道 / 、基線道 / ） 渥太華36號區道（列治文道 / ） | 北行出口及南行入口                                                     |
| 渥太華               | 渥太華            | 76.4 | 75A      | 417號省道 西行 - 坎納塔、彭布羅克                                        |                                                                        |
| 渥太華               | 渥太華            | 76.4 | 75B      | 417號省道 東行 - 渥太華                                                  |                                                                        |

## 外部連結
- 维基共享资源上的相關多媒體資源：安大略416號省道